# Чимайо (Нью-Мексико)
Чимайо (англ. Chimayo) — переписна місцевість (CDP) в США, в округах Ріо-Арріба і Санта-Фе штату Нью-Мексико. Населення — 3077 осіб (2020).

## Географія
Чимайо розташоване за координатами 35°59′50″ пн. ш. 105°56′4″ зх. д. / 35.99722° пн. ш. 105.93444° зх. д. (35.997162, -105.934465).  За даними Бюро перепису населення США в 2010 році переписна місцевість мала площу 22,26 км², з яких 22,24 км² — суходіл та 0,02 км² — водойми.

## Демографія
Згідно з переписом 2010 року, у переписній місцевості мешкало 3177 осіб у 1334 домогосподарствах у складі 862 родин. Густота населення становила 143 особи/км².  Було 1574 помешкання (71/км²).
Расовий склад населення:
| - 56,7 % — білих - 2,2 % — корінних американців - 0,5 % — чорних або афроамериканців - 0,1 % — вихідців з тихоокеанських островів - 0,1 % — азіатів - 34,1 % — осіб інших рас |

До двох чи більше рас належало 6,4 %. Частка іспаномовних становила 89,4 % від усіх жителів.
За віковим діапазоном населення розподілялося таким чином: 22,3 % — особи молодші 18 років, 62,7 % — особи у віці 18—64 років, 15,0 % — особи у віці 65 років та старші. Медіана віку мешканця становила 41,2 року. На 100 осіб жіночої статі у переписній місцевості припадало 94,7 чоловіків;  на 100 жінок у віці від 18 років та старших — 94,9 чоловіків також старших 18 років.
Середній дохід на одне домашнє господарство  становив 36 664 долари США (медіана — 25 469), а середній дохід на одну сім'ю — 48 189 доларів (медіана — 40 321). За межею бідності перебувало 34,1 % осіб, у тому числі 36,9 % дітей у віці до 18 років та 33,3 % осіб у віці 65 років та старших.
Цивільне працевлаштоване населення становило 832 особи. Основні галузі зайнятості: освіта, охорона здоров'я та соціальна допомога — 27,4 %, науковці, спеціалісти, менеджери — 20,1 %, публічна адміністрація — 13,9 %, мистецтво, розваги та відпочинок — 10,9 %.